# Agrestina (kommun)
Agrestina är en kommun i Brasilien.   Den ligger i delstaten Pernambuco, i den östra delen av landet, 1 500 km nordost om huvudstaden Brasília. Antalet invånare är 22 680.
Följande samhällen finns i Agrestina:
- Agrestina

Omgivningarna runt Agrestina är huvudsakligen savann. Runt Agrestina är det ganska tätbefolkat, med 149 invånare per kvadratkilometer.